# Листяні ліси та степи Таримського басейну
Листяні ліси та степи Таримського басейну (ідентифікатор WWF: PA0442) — палеарктичний екорегіон помірних широколистяних та мішаних лісів, розташований в Сіньцзян-Уйгурському автономному районі на заході Китаю.

## Географія
Таримський басейн — це велика безстічна улоговина, розташована на заході Китаю, у найбільш віддаленій від Світового океану частині суходолу. Басейн оточений горами — Куньлунем на півдні, Паміром на заході та Тянь-Шанем на півночі. Ці високі гори блокують азійські мусони та зимові західні вітри. Більшу частину Таримського басейну займає піщана пустеля Такла-Макан, яка майже позбавлена рослинності.
У навколишніх горах випадає значна кількість опадів у вигляді дощів та снігу, що призводить до формування водних потоків. З гір Куньлунь у Таримську улоговину стікає річка Хотан, з Паміру — річки Яркенд і Кашгар, а з Тянь-Шаню — річка Аксу. При злитті ці річки формують річку Тарим, яка протікає 1300 км через північну та східну частини Таримського басейну. Також з Тянь-Шаню стікають річки Кайду та Кончедар'я, а з Куньлуня — річка Черчендар'я. Річки регіону впадають у комплекс солоних озер Лобнор, розташований у східній частині Таримського басейну.
Екорегіон листяних лісів та степів Таримського басейну охоплює долини Тариму та інших річок регіону, де на стабілізованих супісках ростуть тополеві ліси, тамарикси та інші рослини.

## Клімат
У Таримському басейні переважає холодний пустельний клімат (BWk за класифікацією кліматів Кеппена). Це найсухіше місце в Китаї, на окраїнах якого протягом року випадає 80 мм опадів, а в центрі — лише 10 мм. Середні температури коливаються від −20 °C взимку до 40 °C влітку. В навколишніх горах середньорічна кількість опадів може перевищувати 1000 мм. Річки регіону живляться талою сніговою та льодовиковою водою (близько 60 % загального стоку) та дощовою водою (близько 40 % стоку). Близько 75 % стоку річок припадає на липень, серпень та вересень, внаслідок чого влітку регулярно стаються паводки.

## Флора і фауна
У долині Тариму та інших річок поширені листяні ліси, відомі як тугаї, в яких домінують євфратські тополі (Populus euphratica). Ці дерева мають незвичне для тополі лопатеве листя, схоже на листя клена. Вони легко розмножуються, швидко ростуть, досягають 30 м у висоту, а діаметр стовбура може перевищувати метр. Його невибагливість, пристосованість до спеки, холоду, посухи, сильних вітрів, солоних, лужних і піщаних ґрунтів та швидкий ріст сприяють високій репродуктивності та допомагають виживати у мінливих річкових долинах, де вода є ефемерним ресурсом, непередбачуваним у просторі та часі. Дослідження показали, що окремі євфратські тополі можуть змінювати форму свого листя, щоб оптимізувати фотосинтез відповідно до наявності води.⁠
Серед інших листяних дерев, що ростуть в екорегіоні, слід відзначити низький в'яз (Ulmus pumila) та вузьколисту маслинку (Elaeagnus angustifolia). У верхів'ях річок, на незасолених ґрунтах, ростуть сизі тополі (Populus pruinosa). В заплавах поширені заболочені та вологі луки, де росте найгарніший біждерев (Myricaria pulcherrima), звичайний очерет (Phragmites australis) та несправжньоочеретяний куничник (Calamagrostis pseudophragmites).
На верхніх річкових терасах ростуть більш сухі ліси, де зустрічаються євфратські тополі (Populus euphratica), галузисті тамарикси (Tamarix ramosissima), соляноколосники (Halostachys caspica) та інші галофітні (солестійкі) рослини. Подалі від річкових коридорів ростуть пустельні чагарники, зокрема ефедра Пржевальського (Ephedra przewalskii), жовтоздерев'янілий паролист (Zygophyllum xanthoxylum) та кулеплідна золотуха (Nitraria sphaerocarpa), що стабілізують піщані дюни.
Ліси та водно-болотні угіддя екорегіону є важливим середовищем проживання перелітних та осілих птахів, зокрема таримських кореанок (Rhopophilus albosuperciliaris) та білохвостих джиджіток (Podoces biddulphi), ендеміків Таримського басейну. Серед поширених в регіоні ссавців слід відзначити рідкісних диких двогорбих верблюдів (Camelus ferus) та яркендських оленів (Cervus hanglu yarkandensis). Популяція оленів скоротилася з 10 000 особин у 1950-х роках до менш ніж 3000 особин у 1990-х роках.

## Збереження
Через Таримський басейн історично проходив Великий шовковий шлях, а в долинах річок регіону протягом століть мешкало осіле та кочове населення. Наразі значна частина тополевих лісів регіону вирубана, а території, на яких вони росли, перетворені на сільськогосподарські угіддя. Починаючи з 1950-х років, китайський уряд сприяє переселенню в регіон великої кількості людей з інших регіонів Китаю. Ріст населення регіону прискорив процес знищення природних середовищ, осушення заболочених угідь і відведення води для сільського господарства. Відведення води призвело як до зменшення річкового стоку, так і до зниження рівня ґрунтових вод, створюючи загрозу для лісів, що залишилися.
На початку XX століття площа озера Лобнор становила понад 3000 км², а середня глибина — 1 м. Відведення води з річок на зрошування полів та побудови греблі Дасіхайцзи у 1972 році призвело до того, що озеро майже повністю пересохло, подібно до Аральського моря. З 1964 по 1994 рік дно озера використовувалося як полігон для ядерних випробувань. З 2000 року уряд почав здійснювати регулярні спуски води, що дозволило лісам, дикій природі та ґрунтовим водам дещо відновитися.
Оцінка 2017 року показала, що 4051 км², або 7 % екорегіону, є заповідними територіями. Основною природоохоронною територією екорегіону є Природний заповідник таримської тополі.